# Rakaia crypta
Rakaia crypta är en spindeldjursart som beskrevs av Forster 1948. Rakaia crypta ingår i släktet Rakaia och familjen Pettalidae. Inga underarter finns listade i Catalogue of Life.